# Phastia ochreata
Phastia ochreata är en fjärilsart som beskrevs av William Schaus 1906. Phastia ochreata ingår i släktet Phastia och familjen tandspinnare. Inga underarter finns listade i Catalogue of Life.